# KLettres

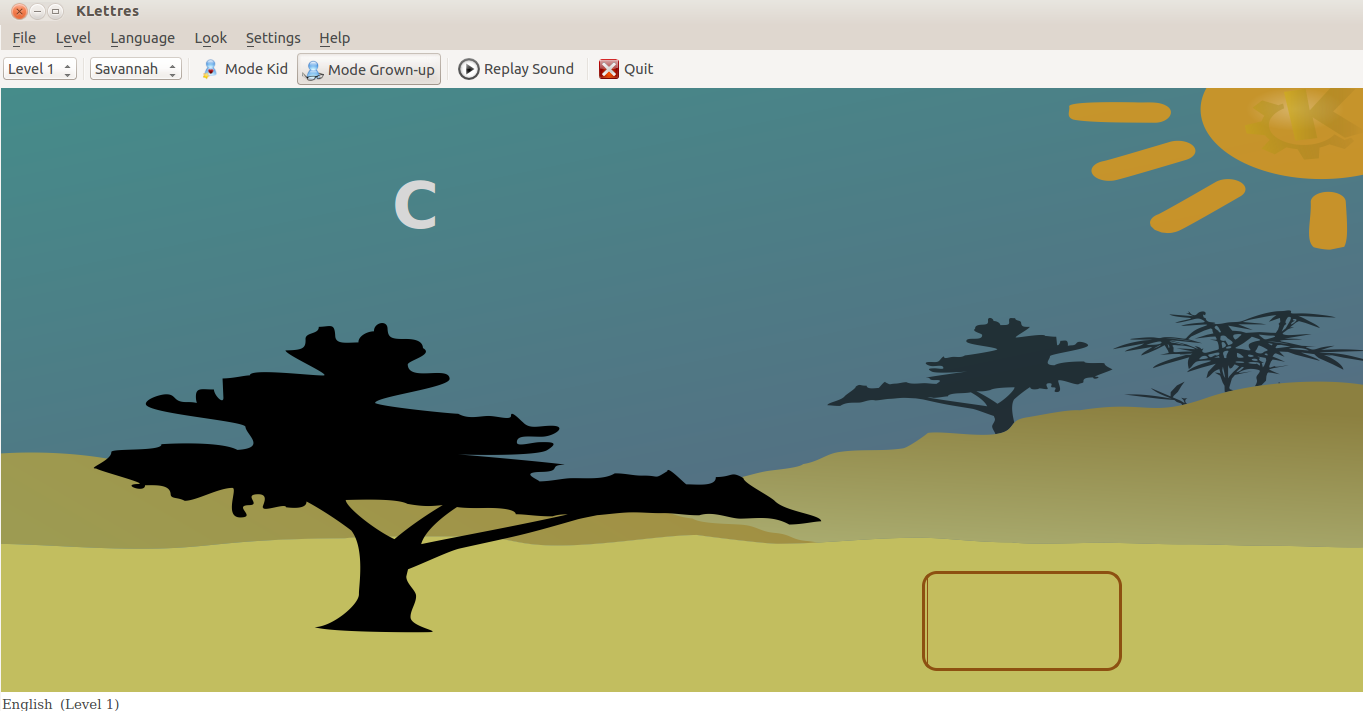
Ventana principal de KLettres 1.

Klettres es un programa informático del entorno de escritorio KDE que sirve para ayudar a los estudiantes a aprender el alfabeto de otro idioma, asociando las letras con el sonido al pronunciarlas. Pertenece al paquete educativo Kdeedu y se distribuye bajo la Licencia General Pública (GPL). Cuenta con dos modos de uso, adulto e infantil, además de 13 idiomas distintos. Fue programado en C++ y usando el entorno de herramientas Qt en el 2001 por Anne Marie Mahfouf.